# Férfi kajak kettes 10 000 méter az 1948. évi nyári olimpiai játékokon
Az 1948. évi nyári olimpiai játékokon a kajak-kenu férfi kajak kettes 10 000 méteres versenyszámát augusztus 11-én rendezték Henley-i-ben.

## Eredmények

### Döntő
| Helyezés | Nemzet                                                 | Idő     | Mj |
| -------- | ------------------------------------------------------ | ------- | -- |
| Arany    | Svédország (SWE) · Gunnar Åkerlund · Hans Wetterström  | 46:09,4 |    |
| Ezüst    | Norvégia (NOR) · Ivar Mathisen · Knut Østby            | 46:44,8 |    |
| Bronz    | Finnország (FIN) · Ture Axelsson · Nils Björklöf       | 46:48,2 |    |
| 4.       | Dánia (DEN) · Alfred Christensen · Finn Rasmussen      | 47:17,5 |    |
| 5.       | Magyarország (HUN) · Andrási Gyula · Urányi János      | 47:33,1 |    |
| 6.       | Hollandia (NED) · Cees Koch · Hendrik Stroo            | 47:35,6 |    |
| 7.       | Csehszlovákia (TCH) · Ludvík Klíma · Karel Lomecký     | 48:14,9 |    |
| 8.       | Belgium (BEL) · Hilaire Deprez · Jozef Massy           | 48:23,1 |    |
| 9.       | Ausztria (AUT) · Walter Piemann · Alfred Umgeher       | 48:24,5 |    |
| 10.      | Lengyelország (POL) · Alfons Jeżewski · Marian Matłoka | 48:25,6 |    |
| 11.      | Svájc (SUI) · Fritz Frey · Werner Zimmermann           | 48:33,2 |    |
| 12.      | Franciaország (FRA) · René Flèche · Maurice Graffen    | 50:10,1 |    |
| 13.      | Egyesült Államok (USA) · Raymond Clark · John Eiseman  | 50:26,6 |    |
| 14.      | Kanada (CAN) · Gerald Covey · Henry Harper             | 53:04,2 |    |
| 15.      | Luxemburg (LUX) · René Fonck · Jean Nickels            | 53:04,6 |    |